# Агилар-и-Корреа, Антонио
Антонио Агилар-и-Корреа, VIII маркиз де ла Вега де Армихо (исп. Antonio Aguilar y Correa, VIII marquesado de Vega de Armijo; 30 июня 1824, Мадрид, Испания — 13 июня 1908, там же) — испанский государственный деятель, юрист, председатель правительства Испании с 1906 по 1907 год. Восьмой маркиз де ла Вега де Армихо.

## Биография
Родился в Мадриде, в семье седьмого Маркиза де ла Вега де Армихо, Антонио де Агилара и Фернандеса де Кордова. В 1852 году получил докторскую степень в Мадриде по направлению «Право».
Его продолжительная политическая карьера началась с избрания депутатом от провинции Кордова, в ноябре 1854 года, когда во время Прогрессивного двулетия были проведены выборы в учредительные кортесы. Он стал членом Либерального союза, основанного Леопольдо О’Доннеллом, последователем которого он был и который, в свою очередь, несколько раз назначал его на посты министров в своём втором и третьем кабинете: таким образом, Агилар-и-Корреа был министром общественных работ с 1861 по 1863 год, внутренних дел с января 1861 по 1863 год и развития с 1865 по 1866 год. Также он был председателем собрания провинции Мадрид с 1 июля 1858 по 18 декабря 1861 год.
После того, как его покровитель умер в 1867 году, Антонио пополнил ряды сторонников генерала Франсиско Серрано, вместе с которым он участвовал в подготовке революции 1868 года, которая привела к свержению Изабеллы II. С 1881 по 1890 год Серрано трижды назначал его главой испанской дипломатии.
Во время правления Альфонсо XIII, он был председателем Совета министров с 4 декабря 1906 года по 25 января 1907 года. Его непродолжительное руководство правительством ограничивалось утверждением общих бюджетов на 1907 год.
Умер в Мадриде 13 июня 1908 года.

## Семья
В 1867 году он женился на Зенобии Виньялс Баржес, вдове Луиса Мариатеги Васалло, от которой у него не было детей.